# Pezohippus biplatus
Pezohippus biplatus är en insektsart som beskrevs av Kang och W. Mao 1990. Pezohippus biplatus ingår i släktet Pezohippus och familjen gräshoppor. Inga underarter finns listade i Catalogue of Life.